# Quinton (Northamptonshire)
Quinton is een civil parish in het bestuurlijke gebied South Northamptonshire, in het Engelse graafschap Northamptonshire met 204 inwoners.